# 伍德芬 (北卡羅萊納州)
伍德芬（英語：Woodfin）是一個位於美國北卡羅萊納州班康縣的城鎮。

## 人口
根據2020年美國人口普查的數據，伍德芬的面積為24.78平方千米，當中陸地面積為23.80平方千米，而水域面積為0.97平方千米。當地共有人口7936人，而人口密度為每平方千米320人。